# Tim Conway
Thomas Daniel "Tim" Conway (Willoughby, 15 de dezembro de 1933 — Los Angeles, 14 de maio de 2019) foi um comediante, escritor e cineasta norte-americano, conhecido pela participação no programa The Carol Burnett Show.